# Лампа (кинофестиваль)
Международный кинофестиваль импакт-кино «ЛАМПА» (англ. LAMPA Film Fest) — ежегодный российский фестиваль короткометражного социального кино, видеороликов и социальной рекламы. Фестиваль проводится с 2014 года в Перми и направлен на продвижение идей добровольчества, благотворительности и социальных изменений средствами кинематографа.

## История
Фестиваль был основан общественной деятельницей и кинопродюсером Ольгой Викторовной Зубковой, президентом и руководителем АНО «Международный центр социальных инноваций „Вектор Дружбы“». С момента основания «ЛАМПА» получила международное признание: показы фестиваля проходили в штаб-квартирах ООН, а в 2021 году проект был впервые представлен в Москве при поддержке правительства столицы.
Главная особенность фестиваля заключается в его тематике. «ЛАМПА» позиционирует себя как единственный в мире фестиваль, посвящённый исключительно импакт-кино — фильмам, которые вдохновляют зрителей на социальные изменения. На конкурс принимаются игровые, документальные и анимационные короткометражные фильмы, социальные видеоролики, музыкальные клипы и рекламные ролики продолжительностью до 40 минут. Тематика конкурсных работ охватывает добровольчество, инклюзию, устойчивое развитие, защиту прав человека, экологию, культуру и спорт.
За годы существования фестиваля на конкурс было подано свыше 9 тысяч работ, а база проектов насчитывает более 11 тысяч фильмов из 134 стран мира. Сообщество «ЛАМПЫ» включает режиссёров, актёров, операторов, волонтёров, журналистов и социально ответственные компании; по оценкам организаторов, оно превышает 5,5 миллионов участников.
Фестиваль проводится ежегодно в Перми, а также имеет региональные и международные показы. В 2024 году состоялся одиннадцатый сезон фестиваля: в конкурсную программу вошли 60 фильмов из 16 стран, были организованы образовательные мероприятия, инклюзивные показы, кулинарные ток-шоу и специальные проекты для семейной аудитории. Гран-при получил иранский фильм «И в следующем году, когда весна». В 2025 году планируется проведение двенадцатого фестиваля, который пройдёт с 12 по 14 сентября; в конкурсную программу отобраны 62 фильма из 11 стран, при этом впервые будет представлен полнометражный фильм в жанре импакт-кино.